# بيفل باشايف
بيفل باشايف (بالأوكرانية: Пашаєв Павло Вагіфович)‏ (بالأذرية: Pavlo Paşayev)‏ هو لاعب كرة قدم أذربيجاني وأوكراني في مركز الدفاع، ولد في 4 يناير 1988 في كراسني لوتش في أوكرانيا. شارك مع منتخب أوكرانيا تحت 16 سنة لكرة القدم ومنتخب أوكرانيا تحت 17 سنة لكرة القدم ومنتخب أوكرانيا تحت 18 سنة لكرة القدم ومنتخب أوكرانيا تحت 19 سنة لكرة القدم ومنتخب أوكرانيا تحت 21 سنة لكرة القدم ومنتخب أذربيجان لكرة القدم ومنتخب أوكرانيا لكرة القدم. أما مع النوادي، فقد لعب مع ميتالوره زابورجيا ونادي دنيبرو دنيبروبتروفسك ونادي قبله ونادي كارباتي لفيف.

## وصلات خارجية
- بيفل باشايف على موقع الاتحاد الأوربي (الإنجليزية)
- بيفل باشايف على موقع اتحاد أوكرانيا (الإنجليزية)
- بيفل باشايف على موقع قاعدة بيانات كرة القدم.إي يو (الإنجليزية)
- بيفل باشايف على موقع ناشيونال فوتبول تيمز (الإنجليزية)
- بيفل باشايف على موقع Soccerway.com (الإنجليزية)
- بيفل باشايف على موقع عالم كرة القدم.نت (الإنجليزية)